# NGC 3438
NGC 3438 é uma galáxia espiral (S?) localizada na direcção da constelação de Leo. Possui uma declinação de +10° 32' 51" e uma ascensão recta de 10 horas, 52 minutos e 25,9 segundos.
A galáxia NGC 3438 foi descoberta em 25 de Março de 1865 por Albert Marth.